# Гусар (город)
Гуса́р (ранее Кусары́, азерб. Qusar; лезг. Кцӏар) — город на севере Азербайджана, административный центр одноимённого района. Располагается на северо-восточных склонах горы Шахдаг.

## Этимология
Местность первоначально называлась «Ксар», позже «КцIар»; согласно Оксфордскому краткому словарю мировых топонимов, это слово происходит от лезгинского «кас» («мужчина»).
По мнению Карла Гана (1909), название происходит от персидского «кюх» — «гора» и суффикса «сар», а слово «Кюхсар» означает «гористый».

## История

### Кавказская война
В 1837—1839 годах на территории Кубинской провинции и на юге Дагестана произошли восстания под предводительством имама Хаджи-Мухаммада Хулугского и абрека Ярали Хильского.
Главной причиной восстания было интенсивное вытеснение лезгинского населения из Кубы, Кусар и Худата. Отобранные земли отдавались русским переселенцам и под военные гарнизоны.
В восстании участвовали все сихилы современного Гусарского района, всего же восставших в провинции было около 12000 человек, также участвовали примыкающие к провинции лезгинские сихилы из Южного Дагестана. К 1839 году все очаги сопротивления повстанцев были подавлены.
В начале 1820-х годов Гусар стал местом расположения штаб-квартиры некоторых частей Отдельного Кавказского корпуса, в частности, Абшеронского полка. Одной из причин его выбора явилось то, что на расстоянии 70 вёрст к северу от него располагалось село Ахты, являвшейся стратегически важным укреплённым пунктом. Присутствие русских отрядов летом, в окрестностях Ахты, на протяжении длительного времени было почти обязательным. Посредством переправ, которые были подготовлены на Самуре, войска оперативно могли форсировать эту реку. Наряду с горной дорогой на село Конагкенд, до села Аных была оборудована торная колесная дорога и вслед плохая — до села Мурух, где она в силу рельефа местности превращалась в горную тропу, достигавшей села Лезе. При этом Гусар стал, как отмечал Потто, центром управления Дагестаном.
Так, В. А. Потто отмечал:
1822 год прошел в Дагестане мирно, и Ермолов воспользовался этим, чтобы произвести некоторые административные перемены. Командующим войсками и военно-окружным начальником Дагестана вместо барона Вреде назначен был генерал-майор Краббе. Самое управление его было перенесено из Кубы в урочище Кусары, где поместилась также и штаб-квартира Апшеронского полка
В 1836 году в Кусарах побывал М. Ю. Лермонтов (эти данные не подтверждаются научными источниками (см.: Лермонтовская энциклопедия. М., 1981))., где он встретился с учёным-философом Гаджи Али-эфенди и там же он услышал от известного ашуга Лезги Ахмеда дастан «Ашик-Гариб» и после этого написал по мотивам известное произведение «Ашик-кериб». В городе сохранился дом-музей поэта с мемориальной доской, на которой написаны известные строчки Лермонтова:
Приветствую тебя, Кавказ седой! Твоим горам я путник не чужой. Как я любил, Кавказ мой величавый, Твоих сынов воинственные нравы.
В царское время Кусары входил в состав образованного в 1840 году Кубинского уезда, являвшегося сначала административной единицей Каспийской области, а затем ставшего в 1846 году — уездом Дербентской, а с 1860 года — Бакинской губерний.
Начиная с 1844 года здесь квартировал Ширванский пехотный полк, который с 1864 года стал 84-м Ширванским пехотным полком. Его большая часть летом обычно находилась севернее штаб-квартиры, в экспедициях против горцев. Когда во главе полка, с 1848 по 1853 год, стоял генерал-майор З. С. Манюкин, штаб-квартира в Кусарах была окончательно обустроена; возведены просторные казармы, заложена полковая церковь.
В апреле 1877 года в Чечне вспыхнуло восстание против российских властей, перекинувшееся затем на Дагестан. 12 сентября восстание охватило лезгин Кюринского округа, которые 15 сентября перешли Самур и вторглись в Кубинский уезд. Жители этого уезда, в знак солидарности с ними, подняли восстание и избрали ханом подпоручика Гасан-бека. В октябре к восстанию подключились ахтынцы, провозгласившие Самурским ханом капитана милиции Кази Ахмеда. Ахтынцы, намереваясь расширить охваченную восстанием территорию, двинулись в Кубинский уезд и атаковали крепость Кусары. После трёх неудачных попыток овладеть ею, часть восставших явилась в Кусарскую крепость и сдалась, а остальные во главе с Кази Ахмедом отступили.
В 1895 году Ширванский полк перевели из Гусара в дагестанское село Хасав-Юрт.

### Становление города
8 августа 1930 года был образован Гильский район, центром которого являлся Кусары. Указом от 19 июля 1938 года Гильский район был переименован в Кусарский и в том же году посёлок Кусары получил статус города.

## География
Гусар расположен в предгорьях Большого Кавказа, на реке Кусарчай в 35 км к юго-западу от железнодорожной станции Худат и в 180 км от столицы страны — города Баку.

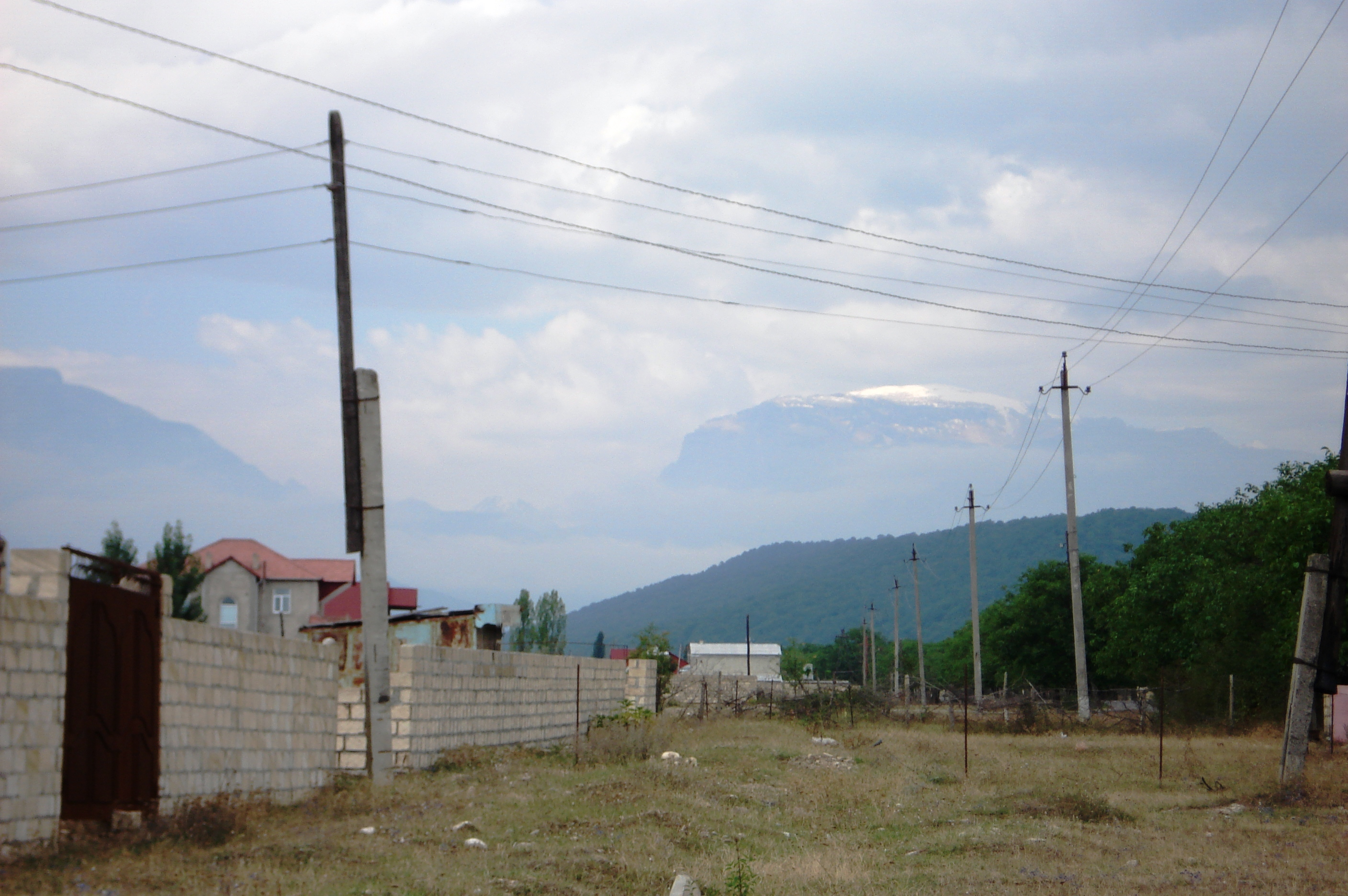
Гора Шахдаг

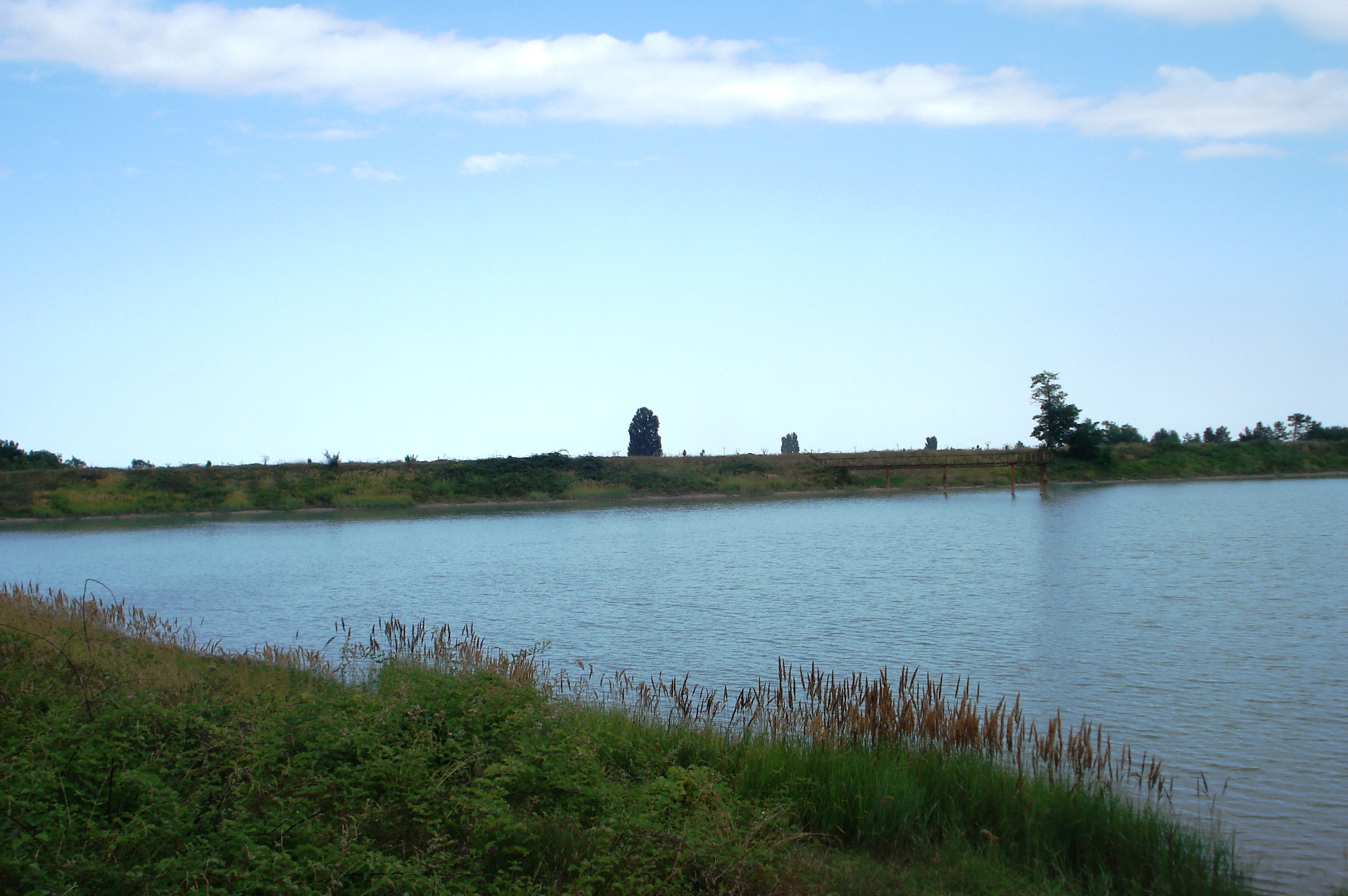
Озеро Фиалка

Город находится недалеко от гор Базардюзю, Шахдаг и границы с Россией. В Гусаре протекает горная река Кусарчай. В городе также есть искусственное озеро Фиалка.

### Климат
Русский писатель А. А. Бестужев-Марлинский дал следующее описание:
Климат (в окрестностях Кусар)... губителен только для новичков, впоследствии очень сносен... леса поглощают вредные испарения и охлаждают знойную атмосферу лета. В этом, конечно, пособляют им и снеговые горы, они беспрестанно насыщают слякоть — облака этой области, изволите видеть, не знают за собой другого ремесла, кроме дождя.
Максимальная зарегистрированная температура +42 °C (2022), а минимальная −31 °C (1943). Среднегодовое количество осадков около 498 мм. Снежный покров в самом городе лежит обычно 70 дней. Периодические оттепели растапливают снег. Первый снег выпадает обычно в конце октября. Средние месячные температуры очень близки к таким городам, как Вена, Любляна и Будапешт.
Гусар — город, где достаточно чётко выражены все четыре времени года.
Зимой средняя температура воздуха равна −2 °C, изредка бывают морозы от −12° до −18°, часты снегопады.
Весна наступает в начале марта и длится до середины мая. Погода неустойчивая, сильно меняется. Могут быть как возвраты холодов, так и летняя жара. Заморозки могут держаться очень продолжительное время: хотя обычно они исчезают к апрелю, в отдельные годы могут наблюдаться до конца мая.
Летом средняя температура воздуха равна около +21 °C. Температура может подниматься вплоть до +41 °C. Летом происходят достаточно большие перепады температур между дневными и ночными показателями. В безоблачные дни разница между дневной и ночной температурой составляет 15°, в отдельных случаях доходит до 20°, поэтому даже в самый жаркий день, ночью бывает прохладно. Лето длится с 20-х чисел мая до 25-го сентября (среднесуточная температура достигает +15 °C и выше).
Осень наступает в последнюю декаду сентября. Для начала и середины осени характерны частые колебания температуры. Глубокая осень наступает в начале ноября и плавно перетекает в мягкую зиму. Первый снег обычно выпадает в конце октября — начале ноября.
| Показатель                    | Янв.  | Фев.  | Март | Апр.  | Май  | Июнь | Июль | Авг. | Сен. | Окт. | Нояб. | Дек. | Год  |
| ----------------------------- | ----- | ----- | ---- | ----- | ---- | ---- | ---- | ---- | ---- | ---- | ----- | ---- | ---- |
| Абсолютный максимум, °C       | +12,6 | +13,3 | +19  | +27,3 | +32  | +37  | +41  | +40  | +35  | +30  | +23   | +17  | +41  |
| Средний суточный максимум, °C | 3,0   | 2,9   | 6,9  | 14,4  | 19,1 | 24,5 | 27,2 | 26,8 | 22,1 | 15,5 | 9,9   | 5,5  | 14,9 |
| Средняя температура, °C       | −1,9  | −2,3  | 2,9  | 9,5   | 14,5 | 19,2 | 23,1 | 22,1 | 17,1 | 11,0 | 5,9   | 1,5  | 10,0 |
| Средний суточный минимум, °C  | −6    | −6,4  | −1   | 4,8   | 9,6  | 13,6 | 16,8 | 16,4 | 11,8 | 7,0  | 2,0   | −4   | 5,4  |
| Абсолютный минимум, °C        | −31   | −31   | −23  | −11,9 | −5,5 | +1   | +4,5 | +2,8 | −1,1 | −9   | −15,9 | −24  | −31  |
| Норма осадков, мм             | 31    | 32    | 38   | 52    | 59   | 48   | 33   | 32   | 50   | 62   | 46    | 42   | 509  |
| Источник:                     |       |       |      |       |      |      |      |      |      |      |       |      |      |

| Показатель              | Янв. | Фев. | Март | Апр. | Май  | Июнь | Июль | Авг. | Сен. | Окт. | Нояб. | Дек. | Год  |
| ----------------------- | ---- | ---- | ---- | ---- | ---- | ---- | ---- | ---- | ---- | ---- | ----- | ---- | ---- |
| Средняя температура, °C | 0,4  | 1,3  | 4,4  | 10   | 16,3 | 21,1 | 23,4 | 23   | 18   | 11,4 | 5,6   | 1,9  | 11,4 |
| Источник:               |      |      |      |      |      |      |      |      |      |      |       |      |      |

| Среднемесячная температура последних лет | Среднемесячная температура последних лет | Среднемесячная температура последних лет | Среднемесячная температура последних лет | Среднемесячная температура последних лет | Среднемесячная температура последних лет | Среднемесячная температура последних лет | Среднемесячная температура последних лет | Среднемесячная температура последних лет | Среднемесячная температура последних лет | Среднемесячная температура последних лет | Среднемесячная температура последних лет | Среднемесячная температура последних лет | Среднемесячная температура последних лет |
| Месяц                                    | Янв                                      | Фев                                      | Мар                                      | Апр                                      | Май                                      | Июн                                      | Июл                                      | Авг                                      | Сен                                      | Окт                                      | Ноя                                      | Дек                                      | Год                                      |
| 2001 год, °C                             | −0,5                                     | 1,8                                      | 6,1                                      | 10,2                                     | 14,5                                     | 18,9                                     | 22,9                                     | 22                                       | 17,6                                     | 10,3                                     | 6,3                                      | 1,6                                      | 11                                       |
| 2002 год, °C                             | −1,3                                     | 3,1                                      | 6,2                                      | 7,6                                      | 12,8                                     | 17,9                                     | 23                                       | 20,8                                     | 19,1                                     | 13,2                                     | 7,2                                      | −5                                       | 10,4                                     |
| 2003 год, °C                             | 0,6                                      | −2,2                                     | 0,2                                      | 6,8                                      | 15,5                                     | 17,3                                     | 21,2                                     | 22,2                                     | 16,6                                     | 13,1                                     | 5,1                                      | 2                                        | 9,9                                      |
| 2004 год, °C                             | 1,8                                      | 2,1                                      | 4,9                                      | 8,5                                      | 14,3                                     | 19                                       | 20,9                                     | 22,7                                     | 17,6                                     | 11,8                                     | 6,3                                      | 0,8                                      | 10,9                                     |
| 2005 год, °C                             | 0,6                                      | −0,7                                     | 2                                        | 9,8                                      | 15,7                                     | 18,7                                     | 23,6                                     | 22,3                                     | 18,5                                     | 11,4                                     | 6,4                                      | 3,1                                      | 11                                       |
| 2006 год, °C                             | −3,7                                     | −0,6                                     | 5                                        | 9                                        | 13,3                                     | 21,5                                     | 21,7                                     | 25,8                                     | 17,3                                     | 13                                       | 5                                        | 0,5                                      | 10,7                                     |
| 2007 год, °C                             | 2,4                                      | −0,9                                     | 2,1                                      | 8,7                                      | 16,9                                     | 19,7                                     | 22,4                                     | 23,8                                     | 19,2                                     | 13,3                                     | 4,7                                      | 1,7                                      | 11,2                                     |
| 2008 год, °C                             | −5,5                                     | −0,8                                     | 8,9                                      | 11,8                                     | 13,7                                     | 18,1                                     | 22,3                                     | 23,2                                     | 16,7                                     | 11,4                                     | 6,5                                      | 0                                        | 10,5                                     |
| 2009 год, °C                             | −0,2                                     | 1,9                                      | 4,5                                      | 6,3                                      | 14,1                                     | 20,8                                     | 23,2                                     | 19,1                                     | 16,2                                     | 13,3                                     | 6,5                                      | 2,6                                      | 10,7                                     |
| 2010 год, °C                             | 0                                        | 0,2                                      | 3,6                                      | 8,4                                      | 15,2                                     | 22,9                                     | 24,9                                     | 25                                       | 19,4                                     | 11,2                                     | 9,7                                      | 6,4                                      | 12,2                                     |
| 2011 год, °C                             | 0,1                                      | −2                                       | 2,6                                      | 6,9                                      | 14,4                                     | 19,7                                     | 25,1                                     | 21,1                                     | 16,8                                     | 10,7                                     | 0,4                                      | 2,1                                      | 9,8                                      |
| 2012 год, °C                             | −2,4                                     | −4,6                                     | 0,7                                      | 14,3                                     | 17,7                                     | 21,8                                     | 22,4                                     | 23,8                                     | 18,1                                     | 14,9                                     | 7                                        | 1,9                                      | 11,3                                     |
| 2013 год, °C                             | 0,6                                      | 2,5                                      | 5,5                                      | 10,2                                     | 16,9                                     | 20,3                                     | 22                                       | 20,9                                     | 16,5                                     | 10,8                                     | 6,7                                      | −0,3                                     | 11,1                                     |
| 2014 год, °C                             | 0,3                                      | −0,6                                     | 5,1                                      | 9,6                                      | 18,4                                     | 20,5                                     | 22,8                                     | 25,3                                     | 17,6                                     | 9,3                                      | 4                                        | 2,7                                      | 11,3                                     |
| 2015 год, °C                             | −0,4                                     | 1                                        | 3,5                                      | 8                                        | 15,1                                     | 22,5                                     | 23,3                                     | 22,8                                     | 20,2                                     | 10,5                                     | 6                                        | 2,4                                      | 11,2                                     |
| 2016 год, °C                             | −0,2                                     | 2,9                                      | 5,7                                      | 11,7                                     | 15,4                                     | 19,8                                     | 22,3                                     | 24,2                                     | 16,8                                     | 9                                        | 4,2                                      | −0,8                                     | 10,9                                     |
| 2017 год, °C                             | −0,5                                     | −1,2                                     | 4,6                                      | 9,5                                      | 15,2                                     | 18,5                                     | 23,8                                     | 23,9                                     | 19,5                                     | 10,9                                     | 6,2                                      | 3,2                                      | 11,1                                     |
| 2018 год, °C                             | −0,6                                     | 1,7                                      | 5,2                                      | 10                                       | 17,6                                     | 20,5                                     | 25,5                                     | 21,2                                     | 18,3                                     | 13,2                                     | 5,5                                      | 2,4                                      | 11,7                                     |
| 2019 год, °C                             | 1,6                                      | 0,7                                      | 3,9                                      | 8,8                                      | 16,9                                     | 23,1                                     | 22,7                                     | 22                                       | 16,2                                     | 13,6                                     | 5,5                                      | 3,5                                      | 11,5                                     |
| 2020 год, °C                             | 0,8                                      | 2,7                                      | 6,9                                      | 7,8                                      | 15,8                                     | 22,2                                     | 24,5                                     | 20,5                                     | 18,6                                     | 13,9                                     | 5,3                                      | 1,6                                      | 11,7                                     |
| 2021 год, °C                             | 2,2                                      | 1                                        | 2,4                                      | 11,7                                     | 17,4                                     | 22                                       | 24                                       | 25,6                                     | 16,4                                     | 9,7                                      | 5,5                                      | 4,1                                      | 11,8                                     |
| 2022 год, °C                             | 0,2                                      | 2,7                                      | 1,1                                      | 12,7                                     | 14,1                                     | 21,2                                     | 22,9                                     | 24                                       | 19,4                                     | 12,6                                     | 6,6                                      | 1,6                                      | 11,6                                     |
| 2023 год, °C                             | −0,2                                     | 0,3                                      |                                          |                                          |                                          |                                          |                                          |                                          |                                          |                                          |                                          |                                          |                                          |
| ---------------------------------------- | ---------------------------------------- | ---------------------------------------- | ---------------------------------------- | ---------------------------------------- | ---------------------------------------- | ---------------------------------------- | ---------------------------------------- | ---------------------------------------- | ---------------------------------------- | ---------------------------------------- | ---------------------------------------- | ---------------------------------------- | ---------------------------------------- |

## Население
| Год  | Численность | Численность |
| ---- | ----------- | ----------- |
| 1926 | 1994        | [ 21 ]      |
| 1939 | 4329        | [ 22 ]      |
| 1959 | 7366        | [ 23 ]      |
| 1970 | 11 144      | [ 24 ]      |
| 1979 | 12 225      | [ 25 ]      |
| 1989 | 14 230      | [ 26 ]      |
| 2009 | 16 500      | [ 27 ]      |

На протяжении своей истории Гусар являлся местом проживания для русских, евреев, лезгин и азербайджанцев. Все оставшиеся[уточнить] евреи были обращены в ислам иранским военачальником Надир-шахом Афшаром, захватившим в 1731 году Кусары. Значительная часть евреев покинула Кусары в конце XVIII — начале XIX веков и переселилась в Кубу.
По данным списка населённых мест, составленного Кавказским статистическим комитетом (по сведениям с 1859 по 1864 год), в штаб-квартире Кусары имелись православная церковь и римско-католический костёл. По тем же сведениям недалеко от штаб-квартиры располагалась казённая деревня Кусары, где имелось 44 двора, населённых «татарами» и кюринцами (то есть азербайджанцами и лезгинами соответственно), являвшимися мусульманами-суннитами. По данным «Кавказского календаря» на 1857 год в деревне Кусар (оригинальное название ﻗﻭﺻﺎﺭ), относившейся к Сыртскому магалу Хазринского участка Кубинского уезда, проживали лезгины-сунниты, говорившие на кюринском (то есть лезгинском) языке.
В 1880-х годах в Кусарах проживали 10 ашкеназских евреев — отставных солдат и 10 горских евреев. Согласно материалам посемейных списков на 1886 год, в урочище Кусары насчитывалось 253 дыма и 861 человек, из которых 758 русских и 91 представитель других народностей (евреи и поляки), но кюринское и «татарское» (то есть лезгинское и азербайджанское соответственно) население отсутствовало. В списке населённых мест Бакинской губернии, базирующемся на составленных в 1888 году посемейных списках, указано, что в Кусарах имелось 255 дымов и 1140 человек, состоящих из русских, а также 2 церкви, 1 костёл, 1 мечеть и 1 синагога.
Перепись 1897 года показала в Кусарах 1,595 человек, из которых 936 православные, 361 мусульмане и 211 иудеи. В статистической ведомости, приложенной к Обзору Бакинской губернии за 1902 год и показывающей национальный состав селений Бакинской губернии на 1 января 1903 года, по Кусарам указано 253 дыма и население численностью 624 человека, состоящее из русских и евреев. Согласно данным выпусков «Кавказского календаря» на 1910, 1912, 1915 и 1916 годы его население состояло в основном из русских. Только в двух выпусках (на 1910 и 1912 годы) Кусары фигурирует как село, а в выпусках на 1915 и 1916 год — как урочище. По данным «Кавказского календаря» на 1910 год в 1908 году здесь проживало 1044, на 1912 год — 1047, а на 1915 и 1916 годы — 1203 человека.
По переписи Азербайджана 1921 года русские составляли 32,1 %, лезгины — 28,3 %, азербайджанцы — 27,6 %, евреи — 4,1 %, персы — 3,6 %, горские евреи — 2,0 % населения Кусаров. В 1926 году в Кусарах проживало 120 горских евреев, в 1939 году — 241 еврей.
На 1936 год его население составляло 3,4 тысячи жителей, а по переписи 1959 года — 7,366 человек. По переписи 1979 города население города составляло 12,225 человек, а в 1989 году достигло 14,230 человек. Большинство кусарских евреев в 1970—1980-х годах выехало в Израиль.

## Экономика
В городе имеются консервный, молочный и асфальтовый завод.

## Культура и образование
В 1998 году в Гусаре был открыт Государственный Лезгинский драматический театр.
На сегодняшний день в городе работают 6 средних школ, из них 2 азербайджанские, и 4 русские. Три дошкольных учебно-воспитательных учреждения. Есть Азербайджанский Государственный Педагогический Колледж, где выпускают преподавателей азербайджанского языка и литературы, английского языка, физической культуры, а также преподавателей начальных классов.

## Транспорт

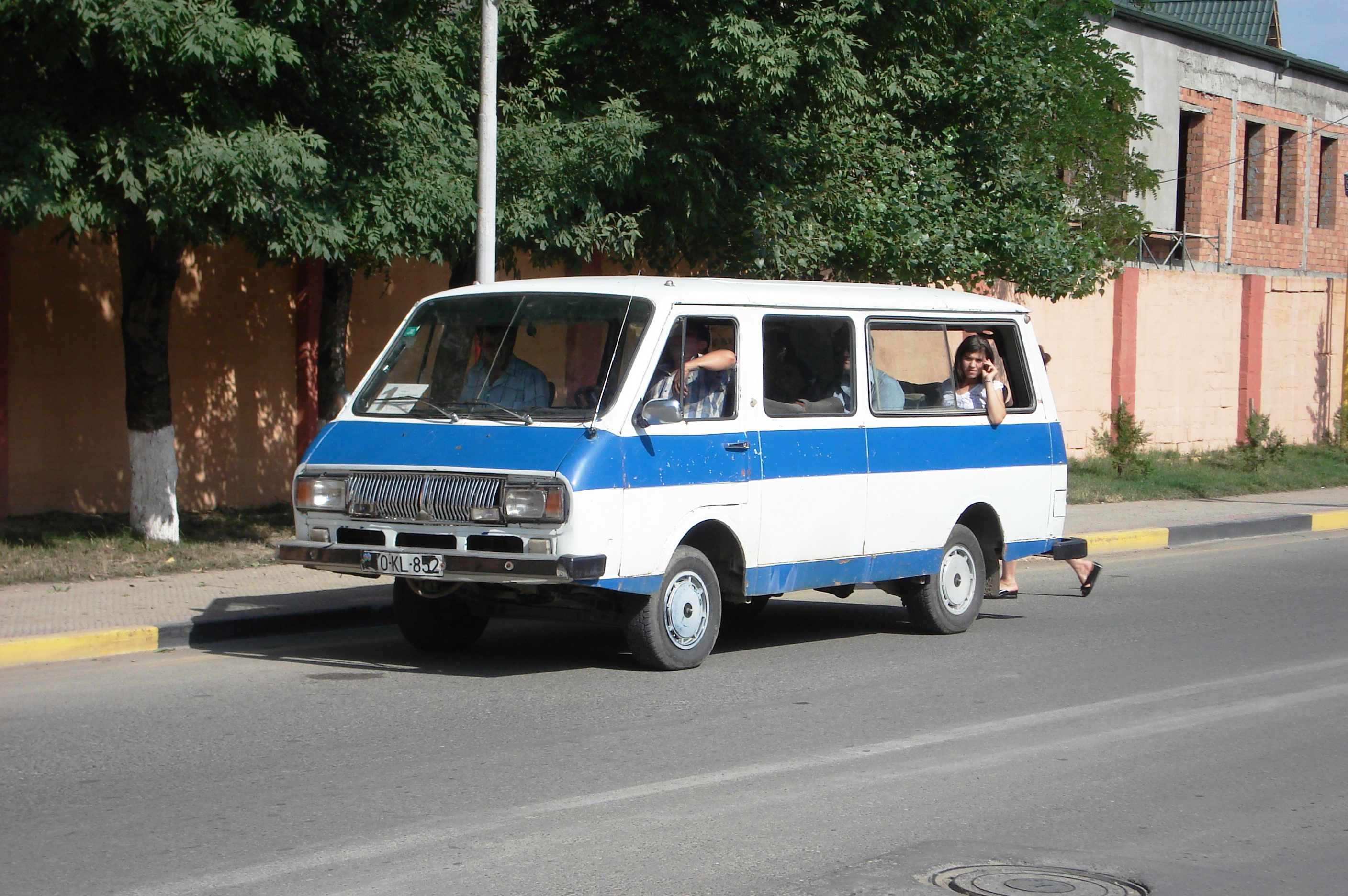
Автобус РАФ-2203 в Гусаре

Всего существует несколько внутригородских маршрутов, действующих в дневное время. В городе есть автовокзал, откуда автобусы ходят в Губу, Хачмаз, Баку и по району.

### Мосты
- Старый мост
- Новый мост

## Спорт
- Олимпийский комплекс
- Бойцовский клуб «Кавказ»
- Зал вольной борьбы имени А.Наджарова.
- В городе есть клуб альпинизма.

## Достопримечательности
- Мечеть Мустафа Каздал
- Парк имени Наримана Нариманова
- Дом Лермонтова
- Площадь Генерала Махмуд Абилова Историко-краеведческий музей, основанный в 1982 году. В музее 3000 экспонатов.
- Спортивный олимпийский комплекс, где есть многие виды спорта.

## Галерея

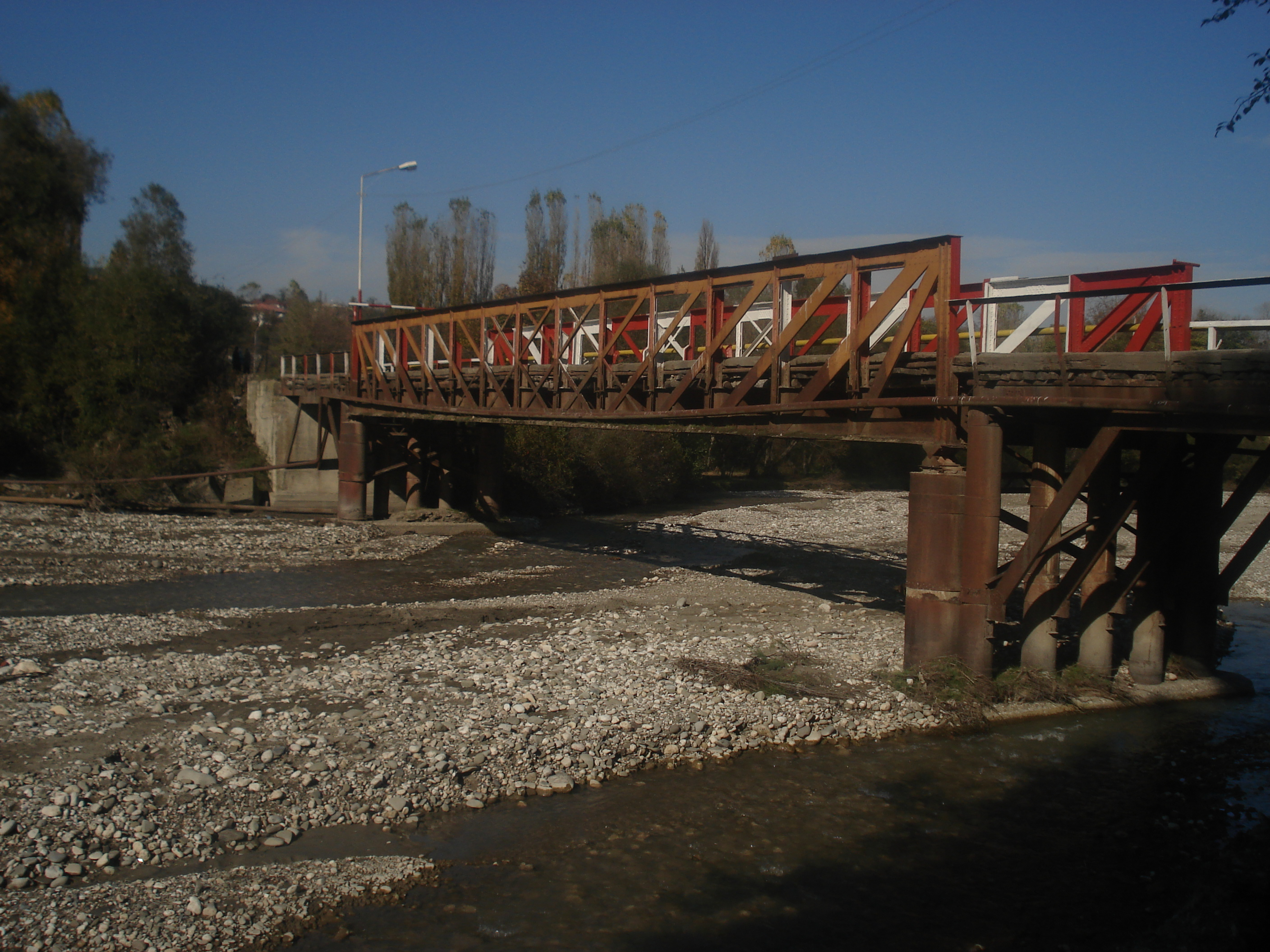
Старый мост в Гусаре
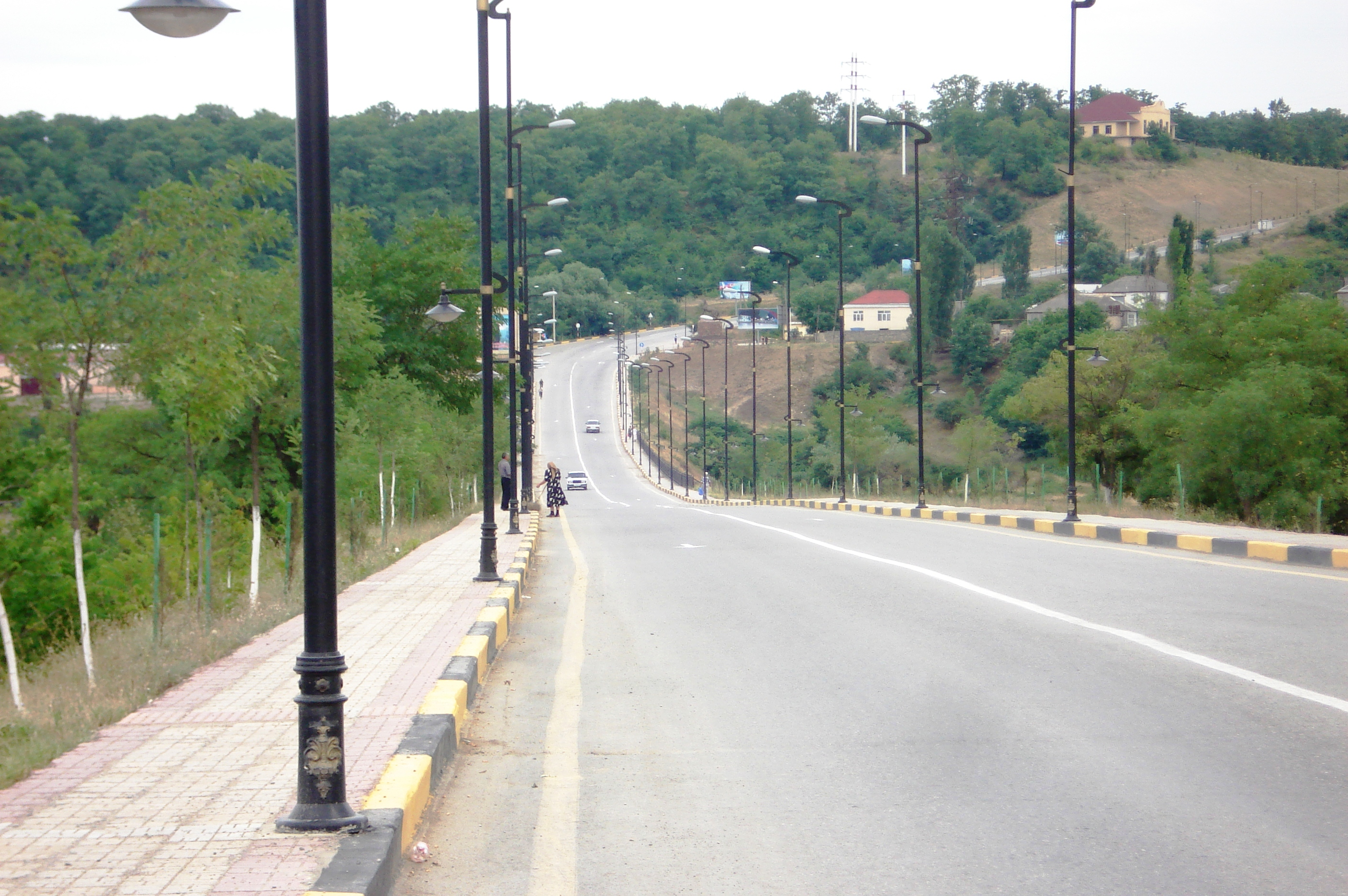
Новый мост
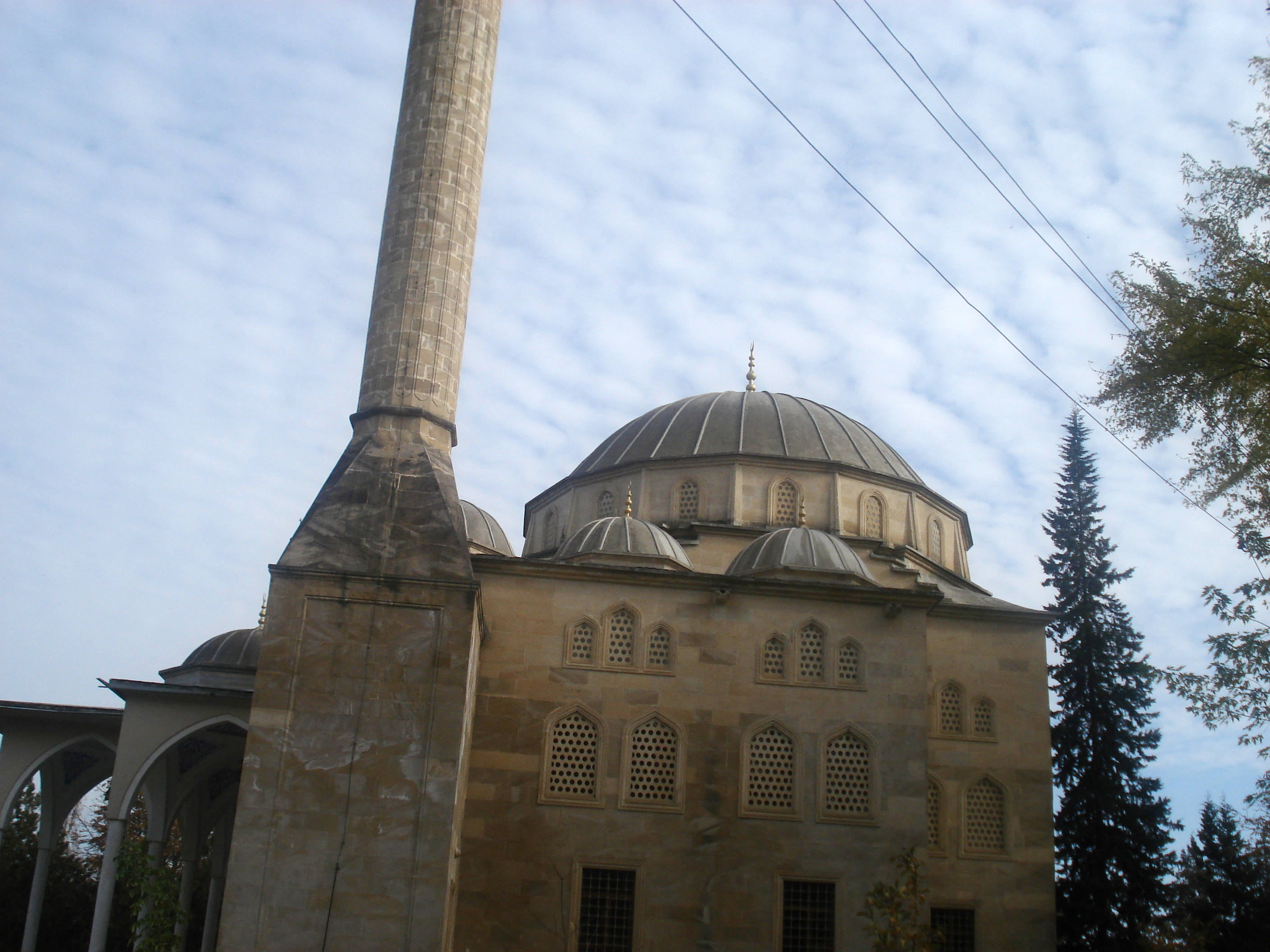
Мечеть
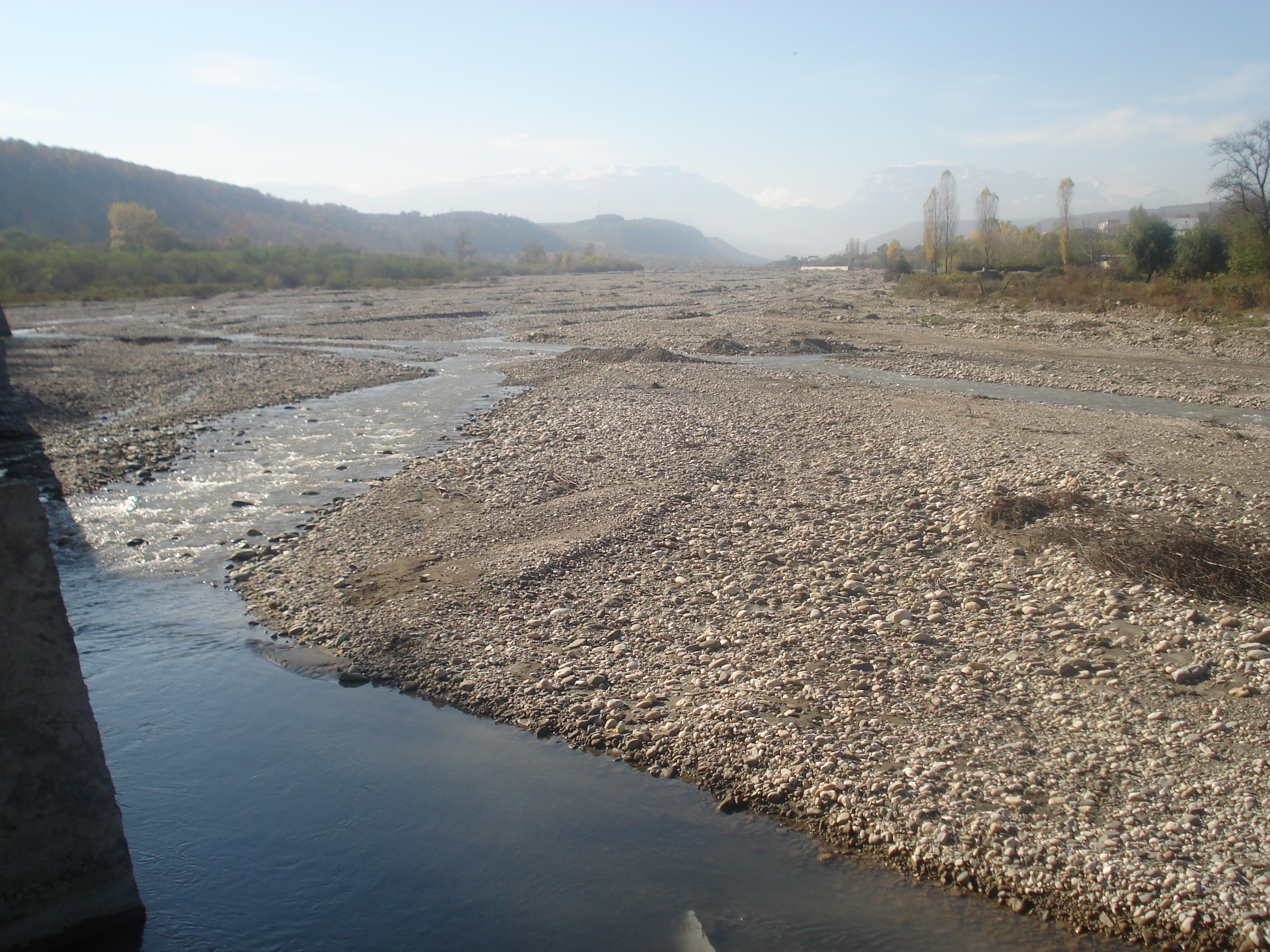
Река Гусарчай
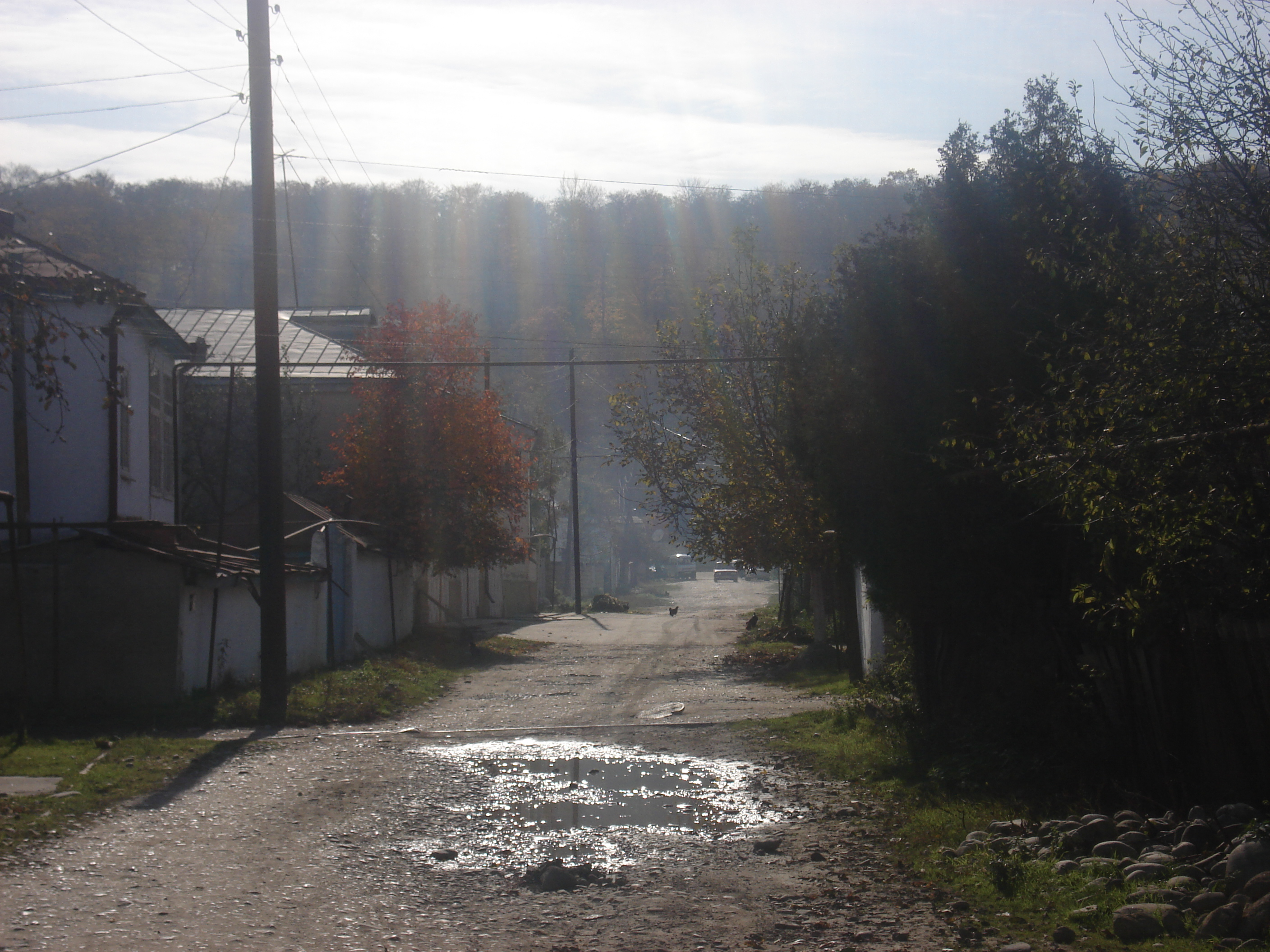
Улицы Гусара
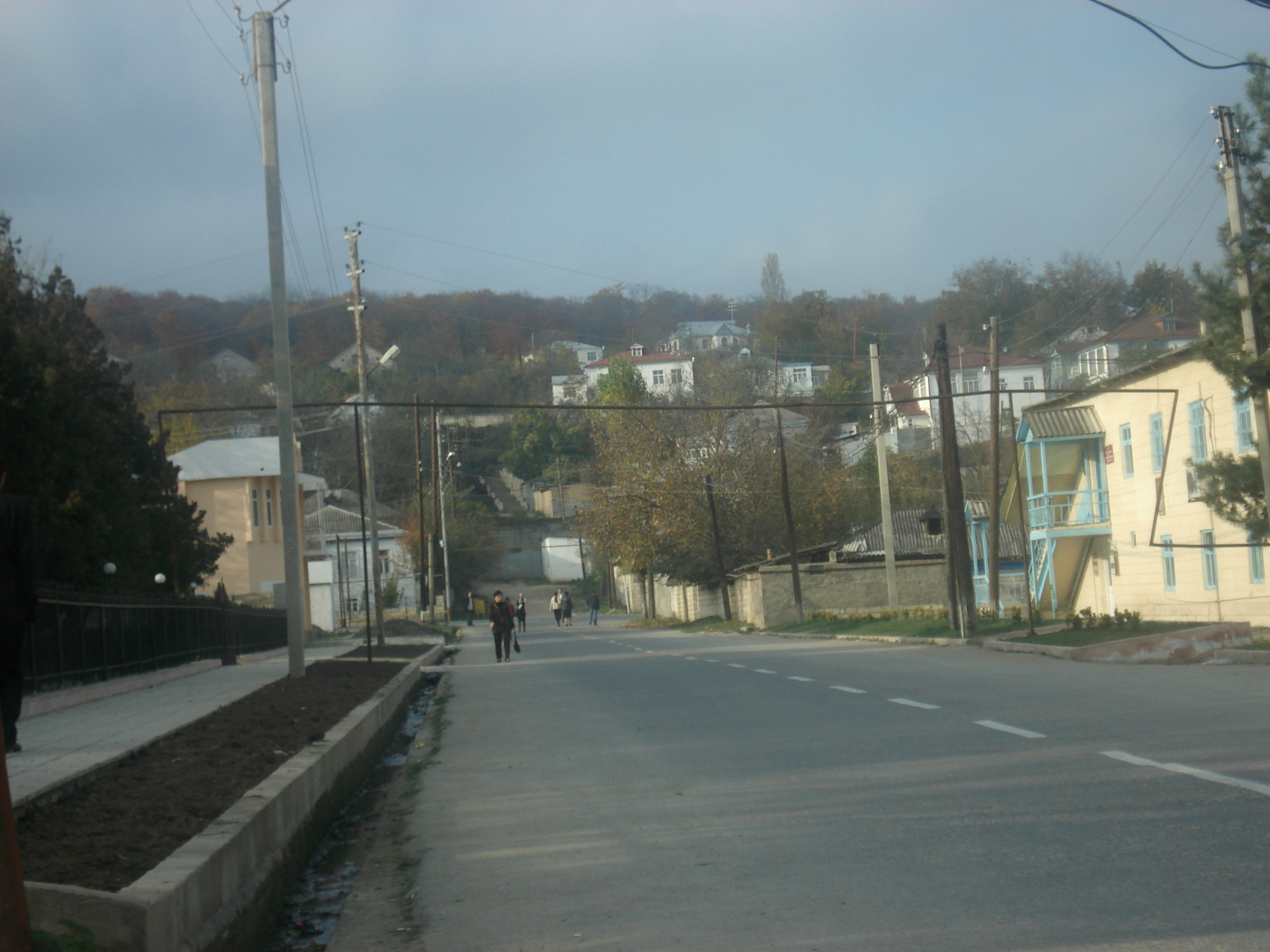
Улицы Гусара
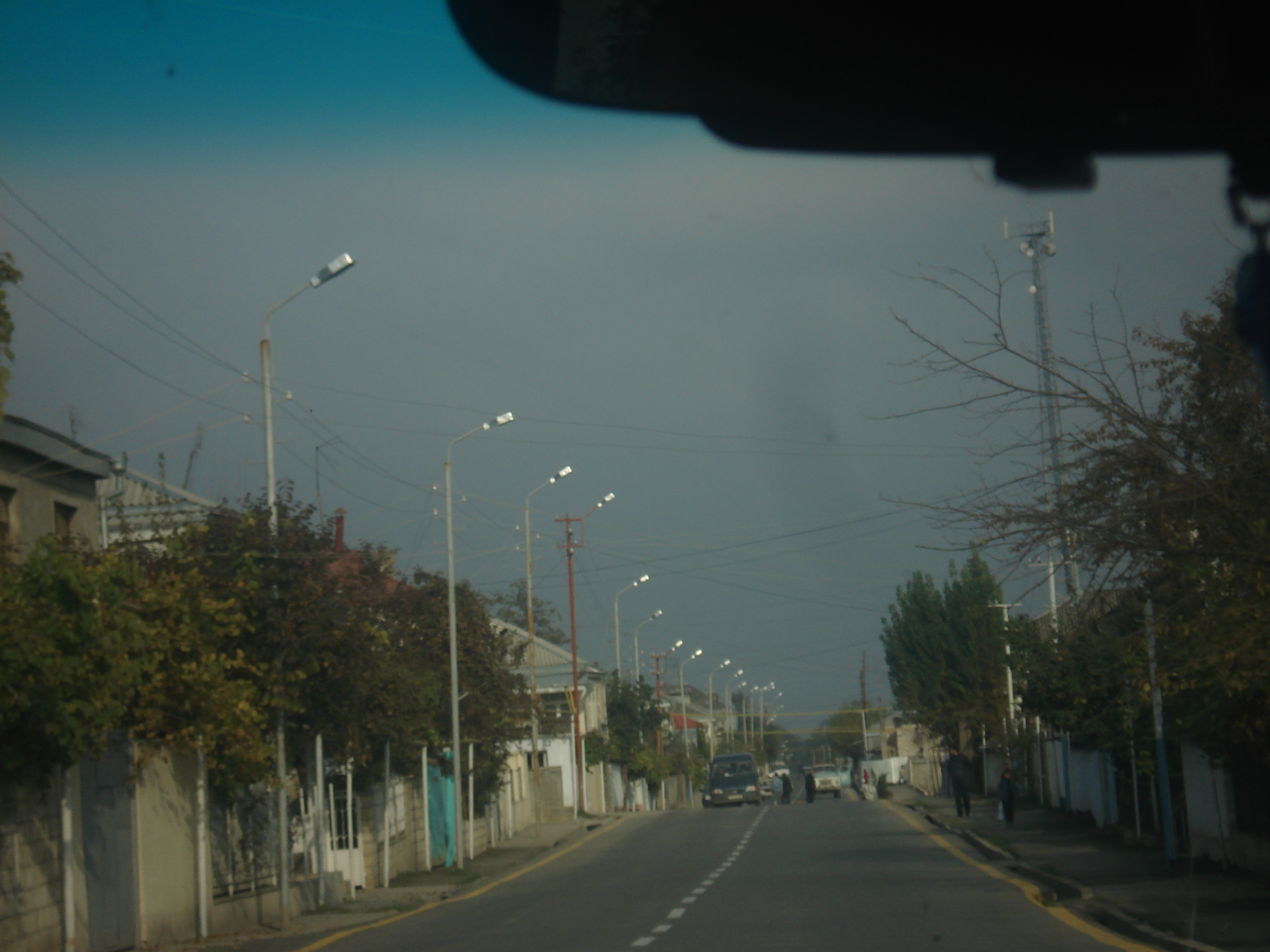
Улицы Гусара
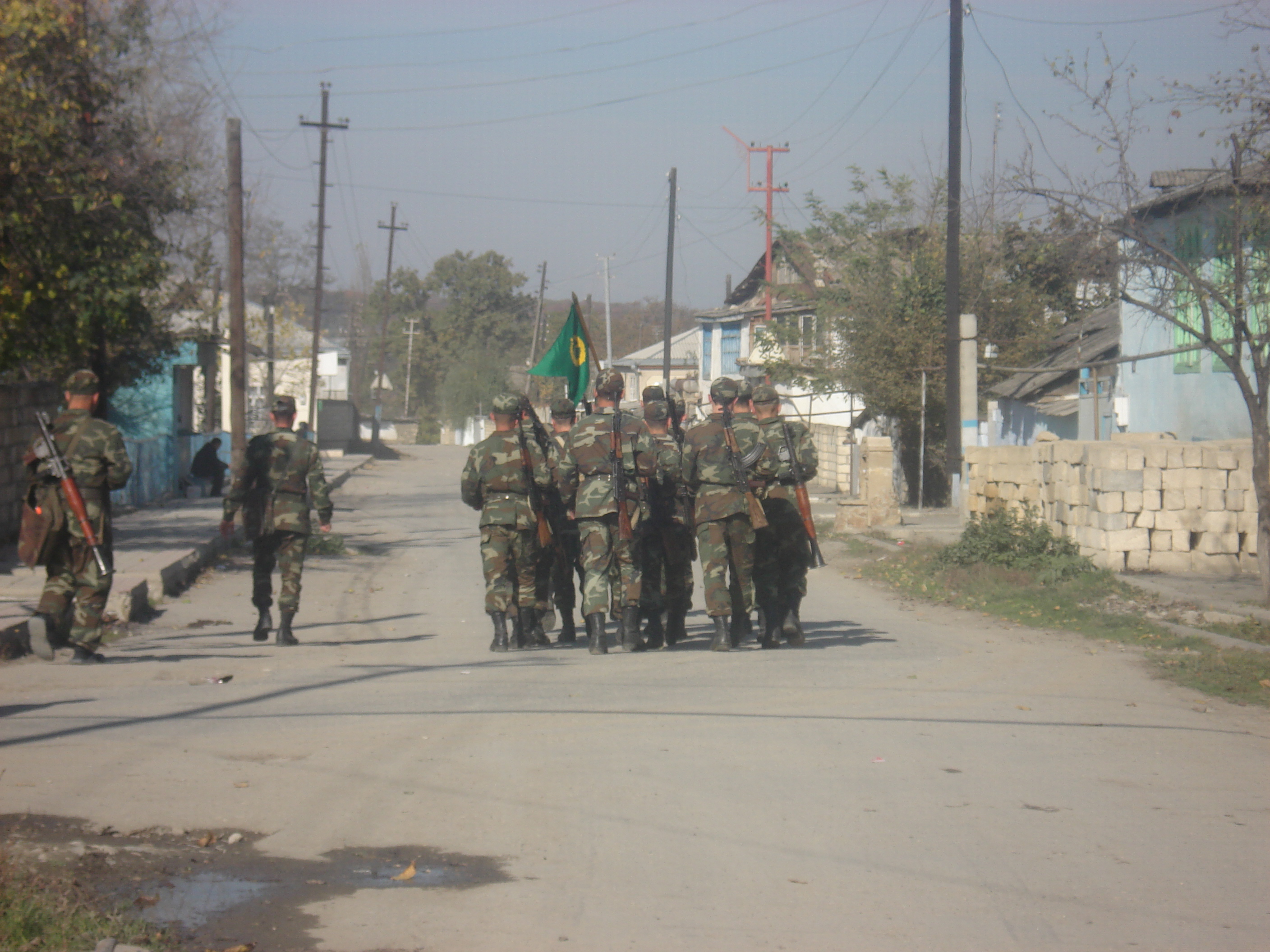
Солдаты азербайджанской армии
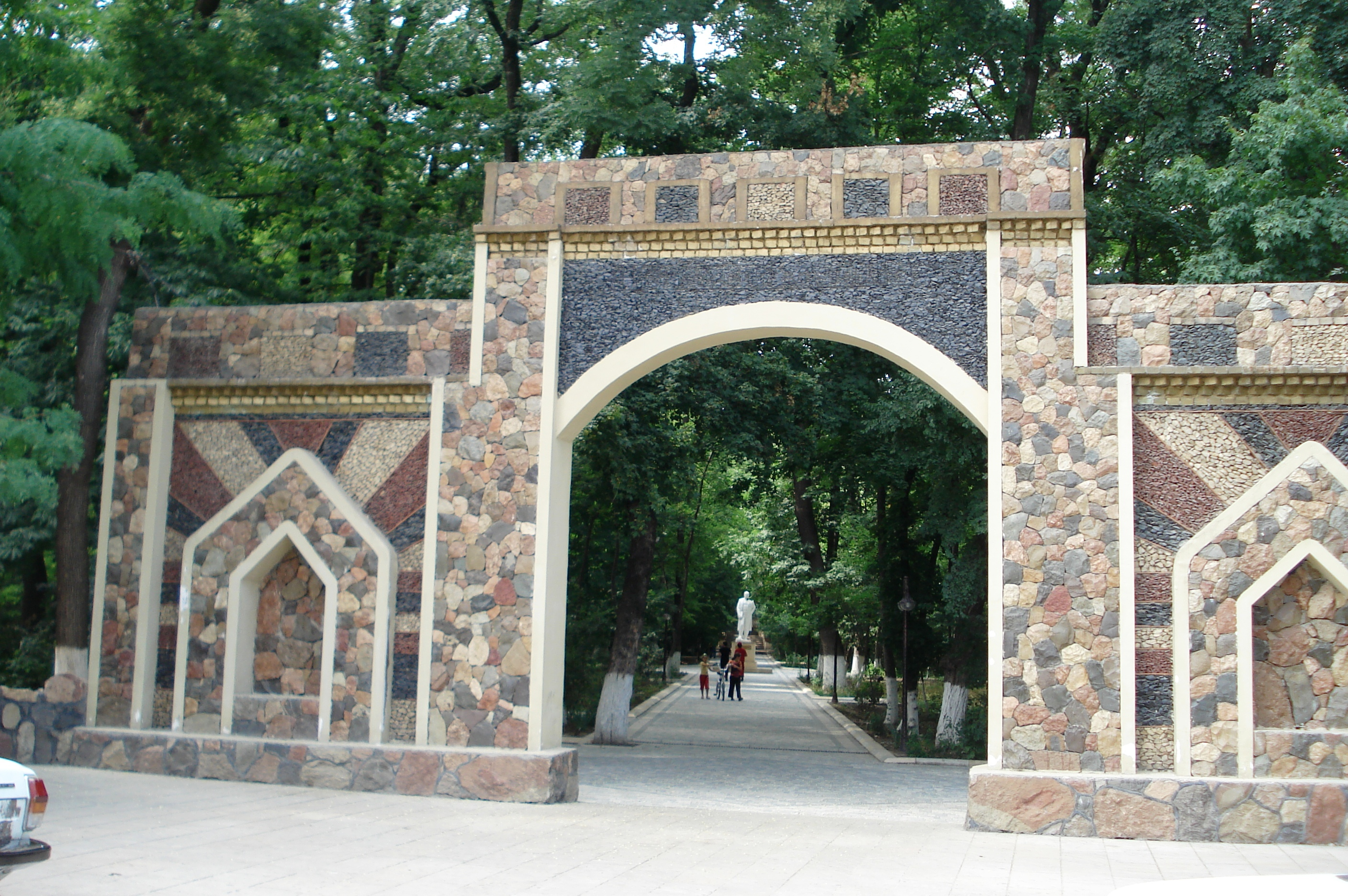
Вход в парк имени Нариманова
Памятник горному барану в Гусаре
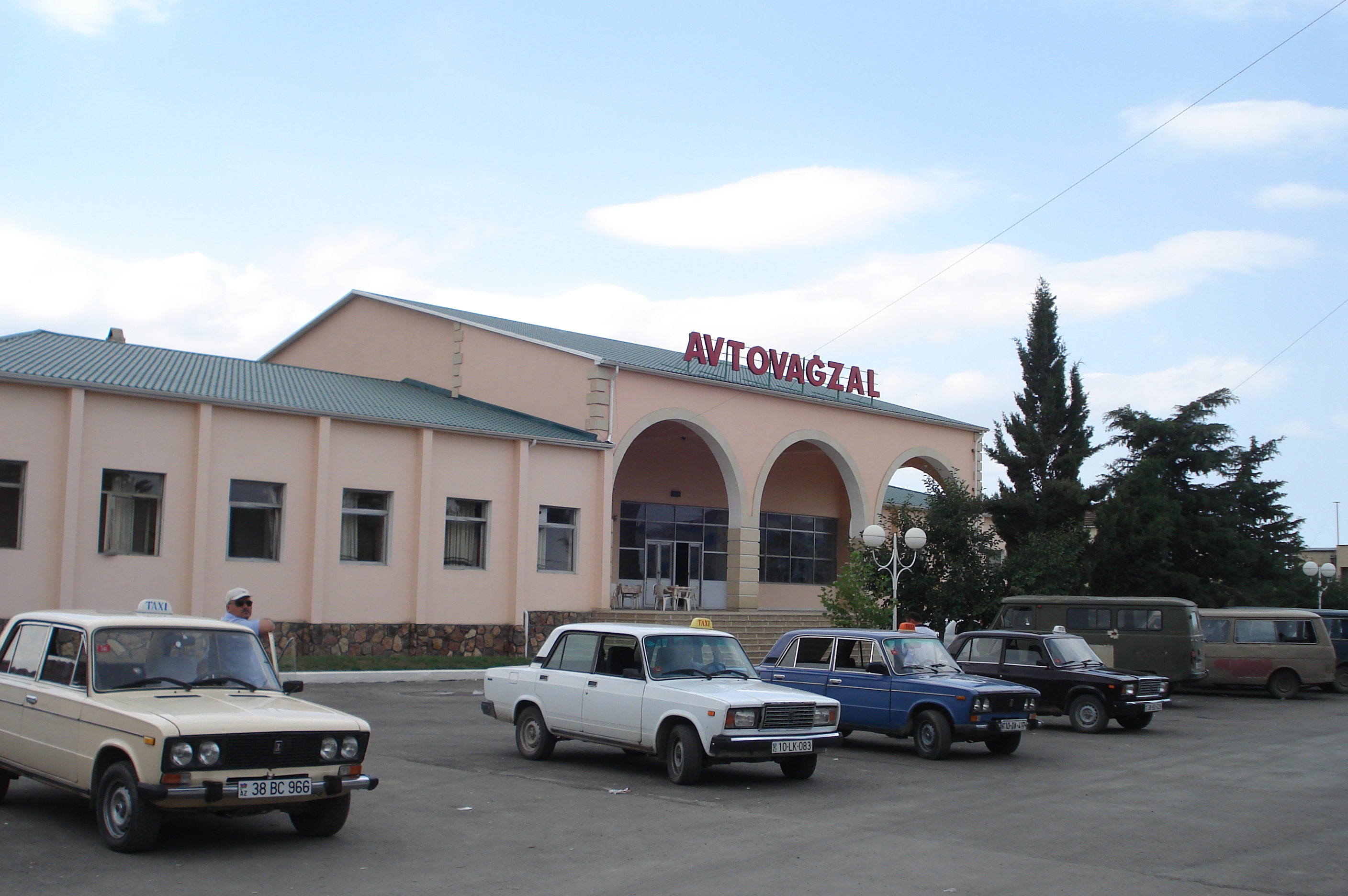
Автовокзал
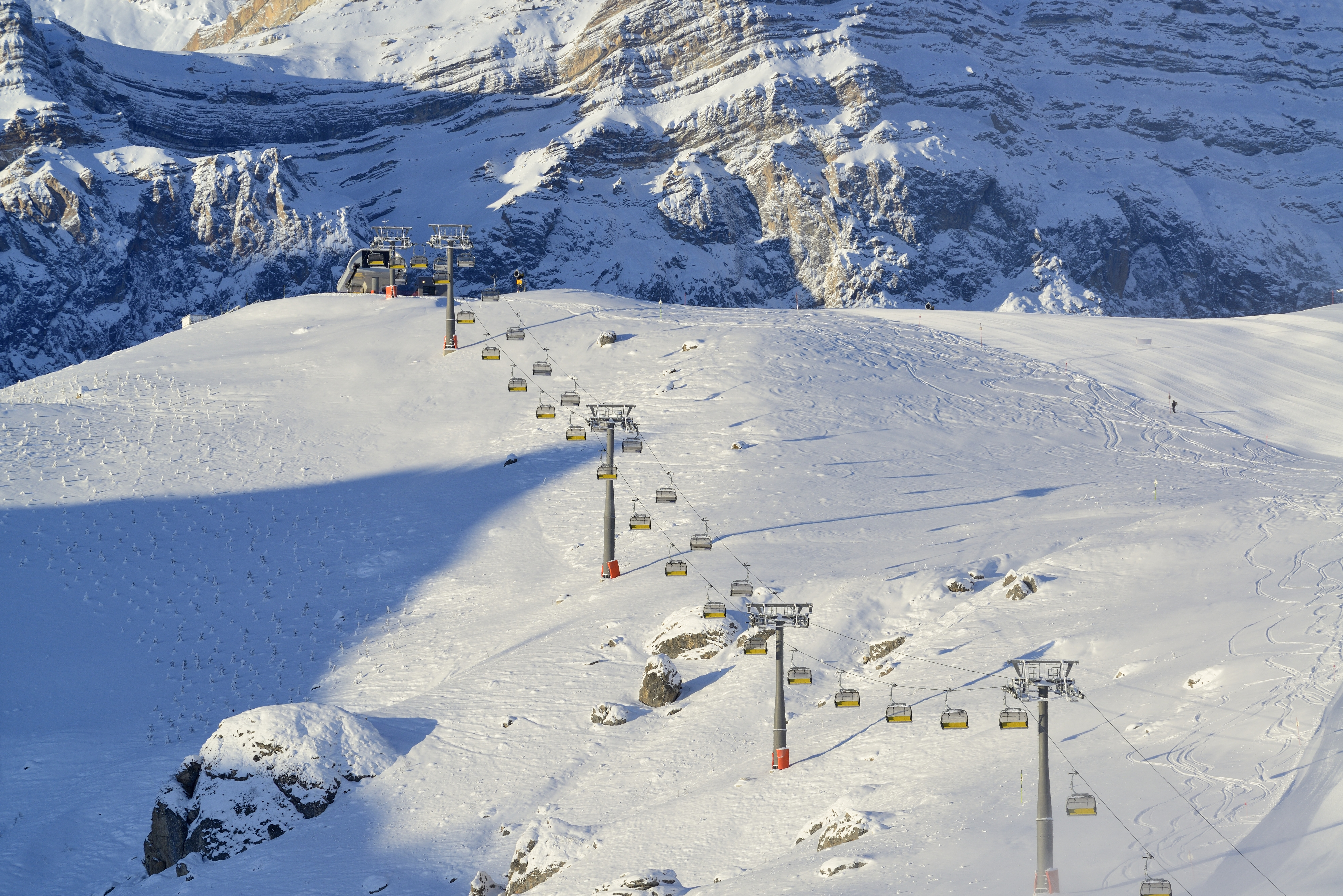
Канатная дорога в Шахдагском зимне-летнем туристическом комплексе
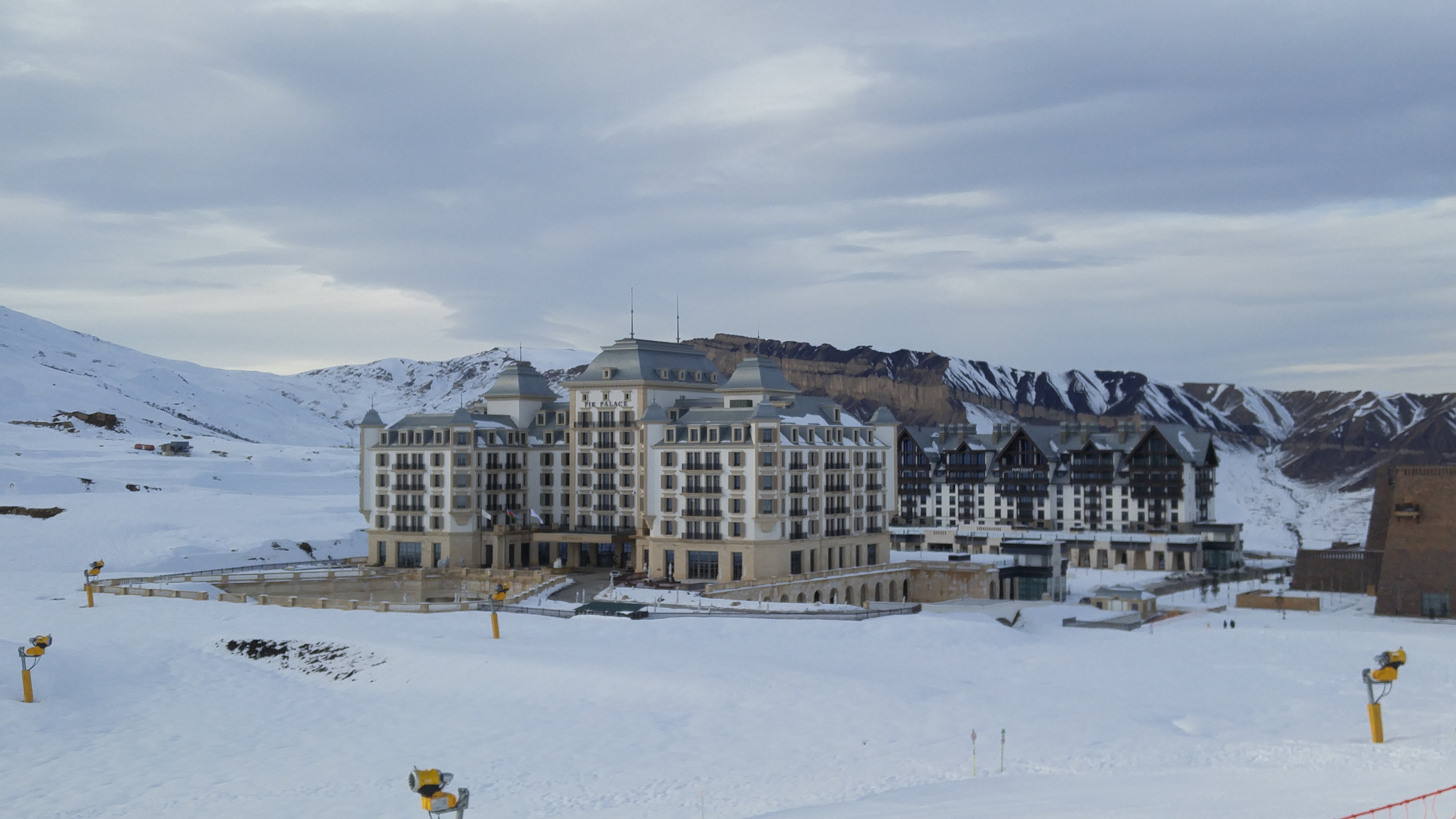
Отели в Шахдагском зимне-летнем туристическом комплексе
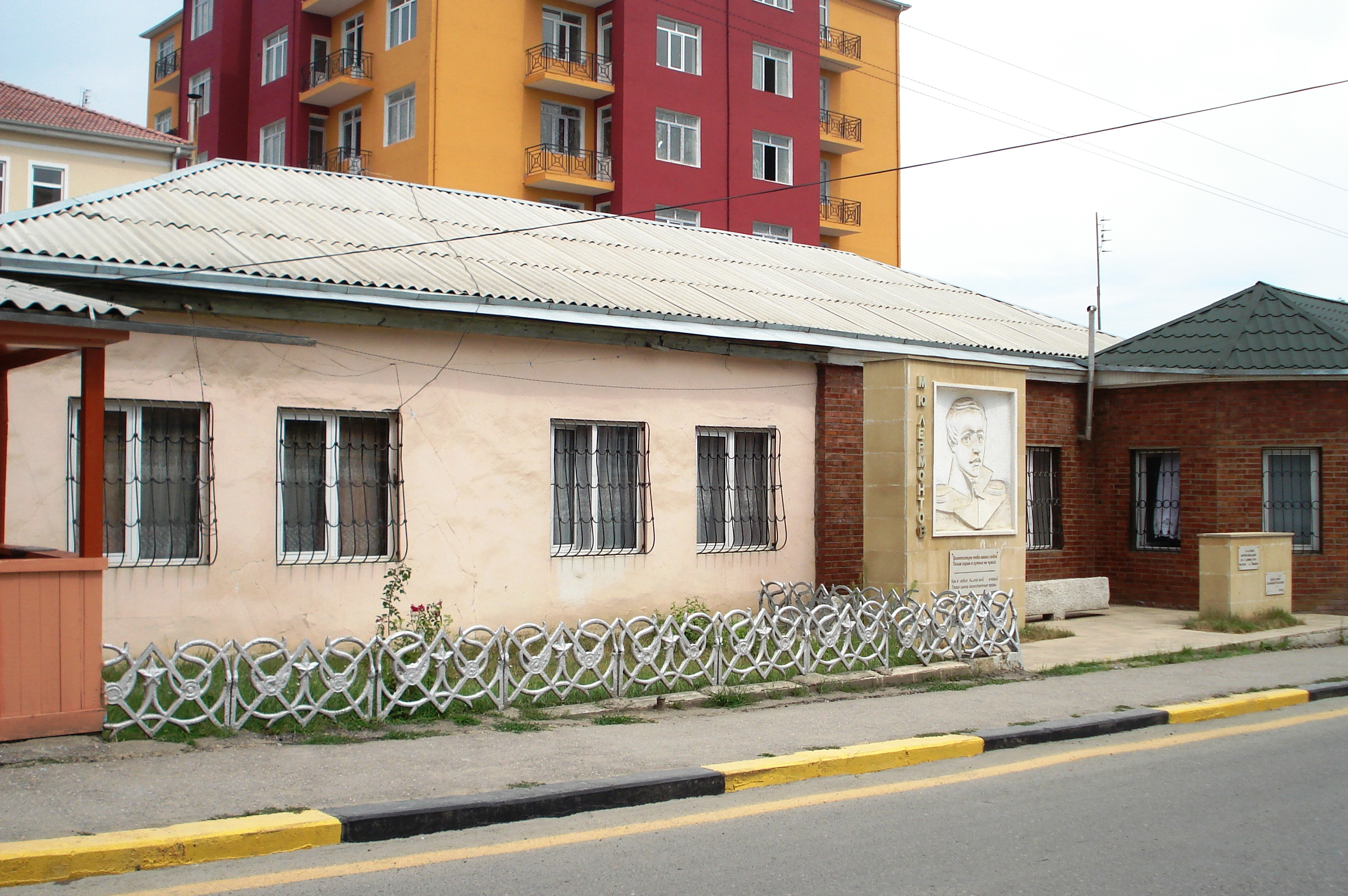
Дом Лермонтова